# Bulbophyllum trachybracteum
Bulbophyllum trachybracteum är en orkidéart som beskrevs av Rudolf Schlechter. Bulbophyllum trachybracteum ingår i släktet Bulbophyllum och familjen orkidéer. Inga underarter finns listade i Catalogue of Life.